# Asplenium bradei
Asplenium bradei là một loài thực vật có mạch trong họ Aspleniaceae. Loài này được Rosenst. miêu tả khoa học đầu tiên năm 1925.